# Nexus 4
Nexus 4（ネクサス フォー）は、LGエレクトロニクスとGoogleによって共同開発された、第3世代移動通信システム対応のAndroidスマートフォンである。Nexusシリーズのひとつ。製品番号はLG-E960。

## 概要
LGエレクトロニクス製の端末としては初となるNexusシリーズの端末で、同社のフラッグシップモデルであるOptimus Gがベースとなっている。
Optimus Gと異なりLTEには非対応である。ただし本機種の内部にはLTE用の通信チップが内蔵されている。
Android 4.2までは日本の技適マークが表記されていなかったが、Android 4.3で表記されるようになった。なお、日本国内で発売される際にはAndroid 4.3にアップデートされた状態で発売された。
2014年時点では、Android 4.4までアップデート対応している。Android 5.0に関してはリリース時点で、Nexus 4のアップデート保証期間を過ぎているが、特別にAndroid 5.0へのアップデートが提供される予定となっている。
ちなみに、この機種はNexusブランドを冠しているためLGエレクトロニクスのスマートフォンブランドであるOptimusシリーズには含まれない。

## スペック

### ハードウェア
Nexus 4の外観は、湾曲したメタリックなプラスチックのベゼル付きのガラスベースの構造を用いている。エッジスワイプのジェスチャーの向上のため、ガラスはスクリーンの端に向かって少しずつカーブしている。デバイスの背面のガラスパネルはドットのパターンがエッチングされ、"ホログラフィック"エフェクトになっている。
内部的には、Nexus 4は、その多くをLG Optimus Gのハードウェアと共有している。1.5 GHzのクアッドコア、Snapdragon S4 Proプロセッサに2GBのRAMを組み合わせ、8または16GBの内部ストレージを提供している。また、Nexus 4は、4.7インチの720p IPSディスプレイを用いており、ソニーのBSDセンサを使う8メガのリアカメラと1.3メガのフロントカメラを持つ。
また、Nexus 4は、公式にはLTEを採用していないが、radioハードウェアはLTEをサポートしており、隠されたベースバンドの設定がLTEを有効にするために使うことができる。しかしながら、このサポートはAWSのBand 4に限られており、デバイスはLTEの利用が可能だと公式には認められていない。Googleは結局、LTEのサポートを可能にする能力をソフトウェアアップデートで無効化した。

### ソフトウェア
Nexus 4は、ストックバージョンのAndroid 4.2とともに出荷されている。このバージョンは"より甘くなったJelly Bean"とブランディングされたもので、Android 4.1に新機能を加えた漸次的なアップデートである。ウィジエットはロック画面に配置できるようになり、画面側面からスワイプすることでアクセス可能となった。また、"クイック設定"メニューが、2本指で画面上部からドラッグすることによって通知エリアからアクセス可能となった。さらに、このアップデートはMiracastメディアストリーミングのサポートを含んでいる。
2013年7月、Nexus 4は、Android 4.3のアップデートを受け取り始めた。このアップデートでは、アプリごとのプライバシーコントロールやダイアル画面での自動補完、新しいDRMのAPIなどの新機能が含まれた。
同年11月、Nexus 4は、Android 4.4のアップデートを、ファクトリーイメージのリリースを通じて受け取り始めた。このアップデートでは、"HDR+"カメラ撮影モードや、ネイティブの印刷機能などが含まれる。しかしながら、このアップデートにはNexus 5に含まれる"Google Now Launcher"は含まれておらず、これは2014年2月にGoogle Playを通じて利用可能となった。
2014年11月、Nexus 4は、Android 5.0のアップデートを受け取り、その後、2015年の5月にAndroid 5.1.1までアップデートされた。このリリースのあと、GoogleはNexus 4をサポートされているデバイスに含めなくなったが、これはNexus 4が今後公式のアップデートを受け取ることがないことを意味する。

## 歴史
- 2012年10月29日 - Googleより発表。
- 2012年11月13日 - Google Playにて発売[9]。
- 2013年2月26日 - スペイン・バルセロナの携帯電話展示会「MWC 2013」において日本市場への販売が予告された[10]。
- 2013年7月24日（現地時間） - Android 4.3へアップデート開始。
- 2013年8月27日 - 日本国内での発売を発表[11]。
- 2013年8月30日 - 日本国内での発売開始。ただし量販店での取り扱いのみとなり、Google Playでの購入は不可。
- 2013年11月20日（現地時間） - Android 4.4へアップデート開始。
- 2014年4月4日 - 日本通信とイオンと協業して『イオンのスマートフォン』として発売[12]。
- 2014年11月13日（現地時間） - Android 5.0へアップデート開始。
- 2015年4月 - Android 5.1へアップデート開始。